# تهمینه اردکانی
تهیمنه اردکانی (زاده ۳ فروردین ۱۳۳۹ تهران – درگذشته ۲۶ اسفند ۱۳۷۲) یک کارگردان اهل ایران بود. وی فارغ‌التحصیل فیلمسازی از جهاد دانشگاهی دانشکده هنرهای زیبا است. وی فعالیت فیلمسازی را سال ۱۳۶۲ با فیلم کوتاه آغاز کرد.

## زندگی‌نامه
تهیمنه اردکانی متولد سوم فروردین ماه ۱۳۳۹ در محله قلهک شمیران تهران است او در سال‌های نوجوانی به فعالیت‌های اجتماعی و مذهبی علاقه پیدا کرد و در روزهای انقلاب به اتفاق گروهی از دیگر دختران به پخش اعلامیه می‌پرداخت. با شروع جنگ ایران و عراق به جبهه رفت و در آنجا علاوه بر مداوای سربازان مجروح به کار عکاسی نیز پرداخت.
هنگام شرکت در کلاس‌های فیلمسازی جهاد دانشگاهی دانشکدهٔ هنرهای زیبا با جانبازی به نام محمدرضا معززی آشنا و با او ازدواج کرد. فیلمسازی را از سال ۱۳۶۲ به اتفاق همسرش با ساخت فیلم کوتاه «بچه‌های بالاچلی» آغاز کرد. در سال ۱۳۶۴ به اتفاق همسرش برای ادامهٔ تحصیل عازم مسکو شد و در آنجا با وجود داشتن دو فرزند با تلاشی شبانه‌روزی در رشتهٔ فیلمنامه‌نویسی به تحصیل ادامه داد.
در شامگاه ۲۶ اسفند ۱۳۷۲ هواپیمای 130-C که وی و دو فرزند و همسرش در آن از مسکو به تهران می‌آمدند هدف موشک نیروهای درگیر در جنگ قره‌باغ واقع شد و سقوط کرد و او به همراه خانواده‌اش جان باخت.

## فیلمشناسی
- گل‌بهار (۱۳۶۵ کارگردان و نویسنده)

### فیلم‌های کوتاه
- بورناز
- بچه‌های بالاچلی (۱۳۶۳)

## جوایز
- لوح زرین بهترین فیلم تجربی در جشنواره فیلم فجر برای فیلم بچه‌های بالاچلی (۱۳۶۳)